# Ministerie van Defensie

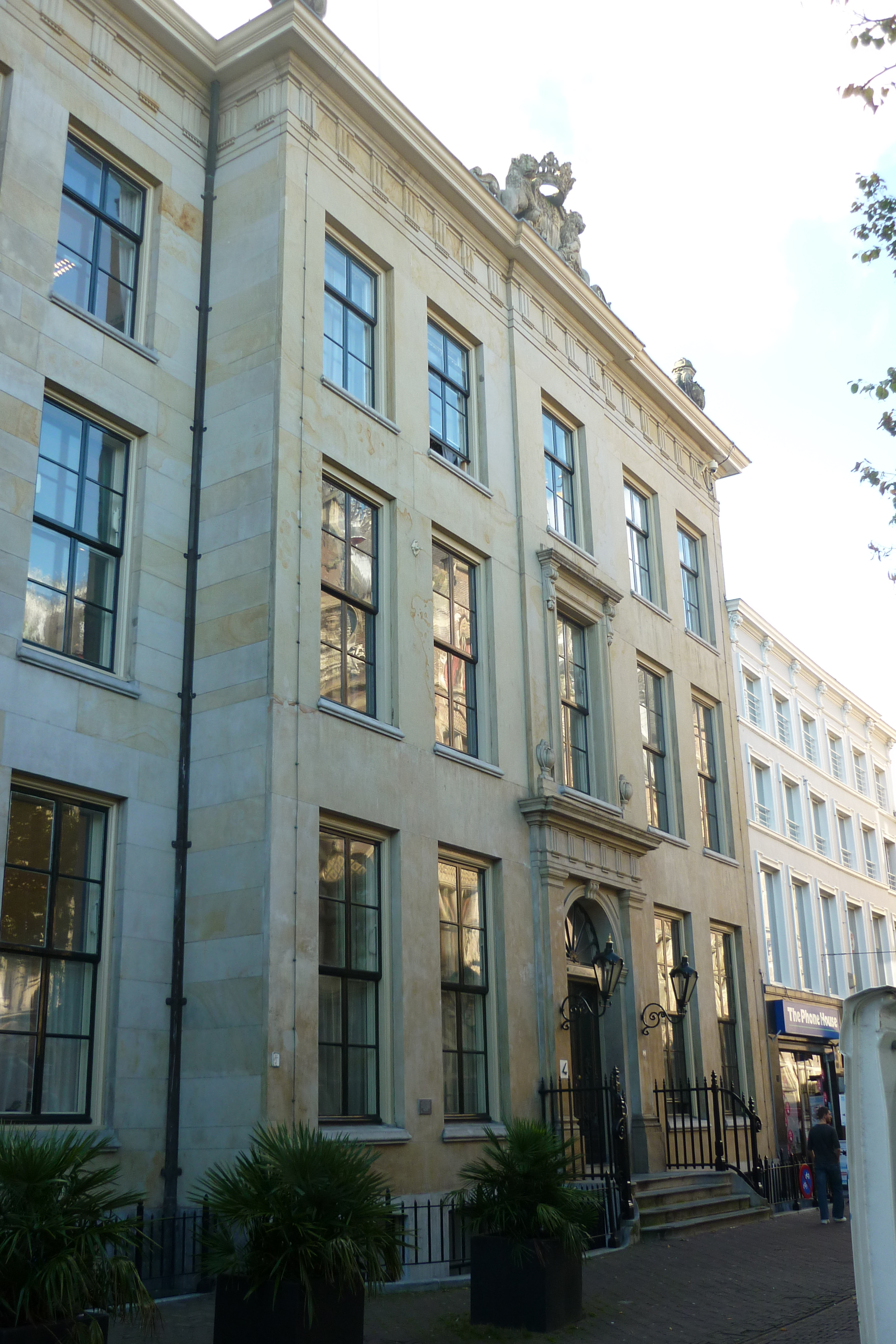
Ministeriumsgebäude in Den Haag

Das ministerie van Defensie (kurz: MinDef, deutsch: Ministerium der Verteidigung) ist das für die militärische Verteidigung des Königreichs der Niederlande sowie für die dafür zur Verfügung stehenden personellen, finanziellen und materiellen Ressourcen verantwortliche Ministerium. Politisch wird das Ministerium vom Minister der Verteidigung geführt. Amtlich steht das Ministerium unter der Leitung des Generalsekretärs. Das Verteidigungsministerium zählte 2020 etwa 60.000 Beschäftigte und ist damit einer der größten Arbeitgeber in den Niederlanden. Ungefähr 2.000 Zivilisten und Militärangehörige sind bei der Verwaltung des Ministeriums beschäftigt, die sich in Den Haag befindet.

## Geschichte
Die Ursprünge des Ministeriums liegen im Jahr 1813, als das ministerie van Oorlog (Ministerium für Krieg) und das ministerie van Marine (Ministerium für Marine) eingerichtet wurden. Diese oft konkurrierenden Bürokratien wurden 1928 zusammengelegt. Während des Zweiten Weltkriegs wurde das Ministerium vorübergehend erneut geteilt. 1959 wurden die Ministerien wieder zusammengelegt, und es entstand das heutige Ministerium der Verteidigung. Cornelis Staf war vom 15. März 1951 bis zum 22. Dezember 1958 Minister für Krieg, aber trug seit 1956 den Titel des Ministers der Verteidigung.

## Organisation

### Ministerium
Die Ministerium umfasst neben dem Verteidigungsminister und dem Staatssekretär den Verwaltungsstab mit dem Verteidigungsstab und die verschiedenen (Haupt-)Direktionen. Der Verwaltungsbereich wird vom Generalsekretär geleitet. Zum Verwaltungsstab gehören auch die speziellen Organisationseinheiten.
Struktur des Verwaltungsstabs
- Hauptdirektion Politik
- Hauptdirektion Finanzen und Kontrolle
- Hauptdirektion Geschäftsleitung
- Hauptdirektion Personal
- Direktion Rechtliche Angelegenheiten
- Direktion Kommunikation
- Direktion Sicherheit
- Direktion Geschäftsunterstützung Verwaltungsstab
- Direktion Finanzen und Kontrolle Verwaltungsstab
- Büro Generalsekretär

Spezielle Organisationseinheiten
- Generalinspekteur der Streitkräfte (IGK)
- Militärischer Nachrichten- und Sicherheitsdienst (MIVD)
- Militärische Luftfahrtbehörde (MLA)
- Militärisches Haus des Königshofs
- Inspektorat zur Sicherheit der Verteidigung

### Streitkräfte
Die niederländischen Streitkräfte sind keine selbstständige Organisation, sondern sind Teil des Ministeriums für Verteidigung. Die Streitkräfte bestehen aus der Königlichen Marine (KM), dem Königlichen Heer (KL), der Königlichen Luftwaffe (KLu) und der Königlichen Marechaussee (KMar). Die Streitkräfte sind in drei Einsatzkommandos organisiert, die direkt dem Kommandanten der Streitkräfte unterstehen, sowie in der Marechaussee, die dem Generalsekretär untersteht:
- Das Kommando Landstreitkräfte (CLAS) besteht aus den operativen Einheiten des Heeres.
- Das Kommando Luftstreitkräfte (CLSK) besteht aus den operativen Einheiten der Luftwaffe.
- Das Kommando Seestreitkräfte (CZSK) besteht aus den operativen Einheiten der Marine.
- Das Kommando Cyberverteidigung (DCC) besteht aus den operativen Einheiten der militärischen Cyberabwehr.
- Die Königliche Marechaussee (KMar) ist die Gendarmerie.

### Unterstützungsdienste
Die unterstützenden Durchführungsorganisationen des Ministeriums sind in zwei Verteidigungseinheiten unterteilt:
- Organisation für Verteidigungsmaterial (DMO)
- Kommando zur Unterstützung der Verteidigung (DOSCO)

## Führung

### Politische Führung
Der Minister der Verteidigung (Mitglied der Regierung) trägt die volle politische Verantwortung. Seit dem Antritt des Kabinetts Schoof am 2. Juli 2024 ist Ruben Brekelmans (VVD) Minister. Staatssekretär am Departement ist Gijs Tuinman (BBB).

### Amtliche Führung
Die Verwaltungs- und Unterstützungsdienste des Ministeriums unterstehen dem Generalsekretär (SG), dem höchsten Beamten des Ministeriums. Der Verwaltungsstab ist für die Unterstützung des Ministers und des Staatssekretärs bei der Leitung der Verteidigungsorganisation verantwortlich, indem er die Politik festlegt und deren Umsetzung und Evaluierung kontrolliert.

### Militärische Führung
Die militärische Führung liegt in den Händen des Kommandanten der Streitkräfte (CDS). Der CDS ist der höchste Militäroffizier innerhalb der Verteidigung, der wichtigste militärische Berater des Ministers sowie der Vermittler zwischen Politik und Streitkräften. Er legt die operative Politik fest und ist verantwortlich für die militärstrategische und operative militärische Planung, Vorbereitung und Einsatz der Streitkräfte mit Ausnahme der Marechaussee. Zu diesem Zweck verfügt er über einen eigenen Stab innerhalb des Verwaltungsstabs: den Verteidigungsstab. General Onno Eichelsheim hat seit dem 15. April 2021 die Position des CDS inne.